# Ferrovia della Setesdal
| Unknown route-map component "ENDEa" |

| Unknown route-map component "STRo" |

| Station on track |

| Unknown route-map component "ABZg+r" |

| Station on track |

| Stop on track |

| Enter and exit tunnel |

| Stop on track |

| Stop on track |

| Stop on track |

| Unknown route-map component "hKRZWae" |

| Level crossing |

| Stop on track |

| Unknown route-map component "ABZg+r" |

| Unknown route-map component "hKRZWae" |

|  | Straight track | Continuation backward |

|  | Unknown route-map component "ABZgl" | Unknown route-map component "ABZg+r" |

|  | Unknown route-map component "KBSTxe" | Non-passenger station/depot on track |

|  | Unknown route-map component "exSTRl" | Unknown route-map component "eABZg+r" |

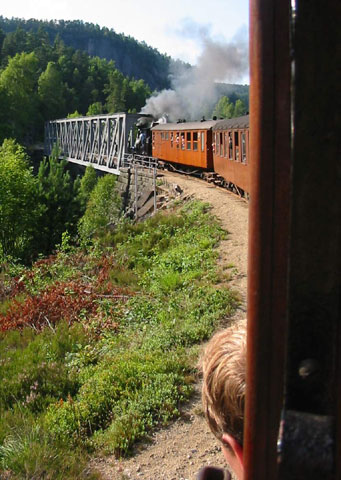
Treno a vapore storico

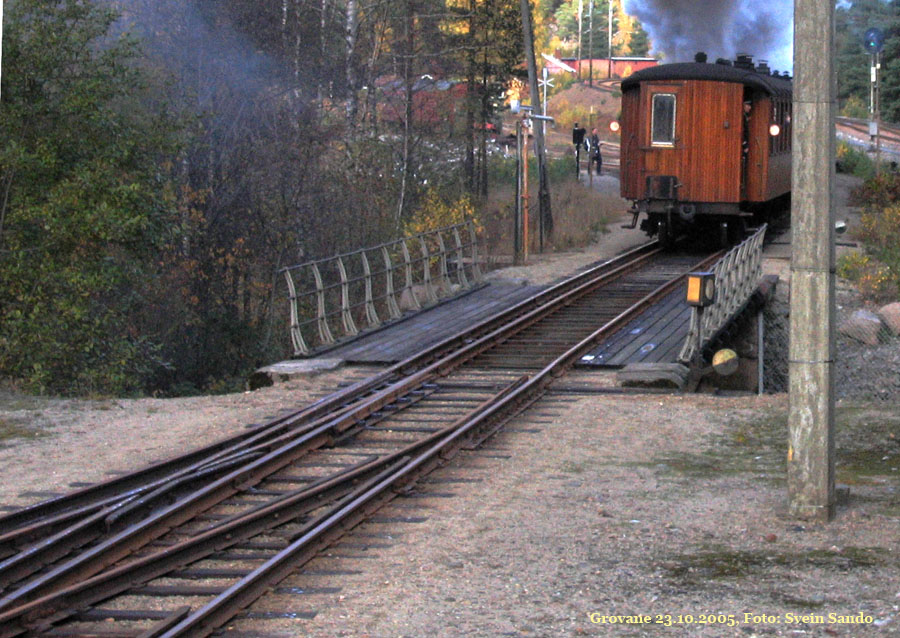
Grovane; ponte a doppio scartamento con treno storico a vapore della Setesdal

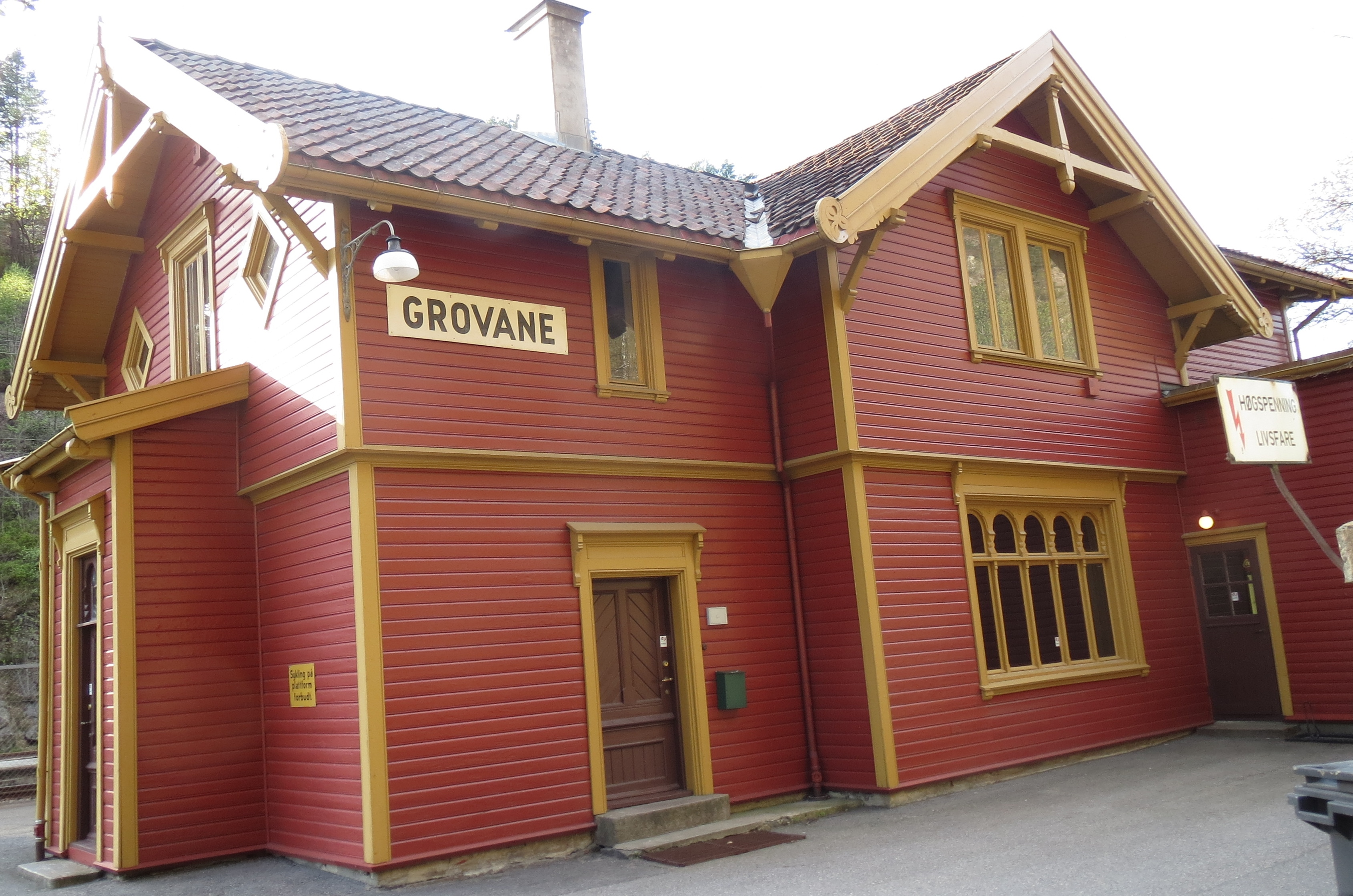
Stazione di Grovane

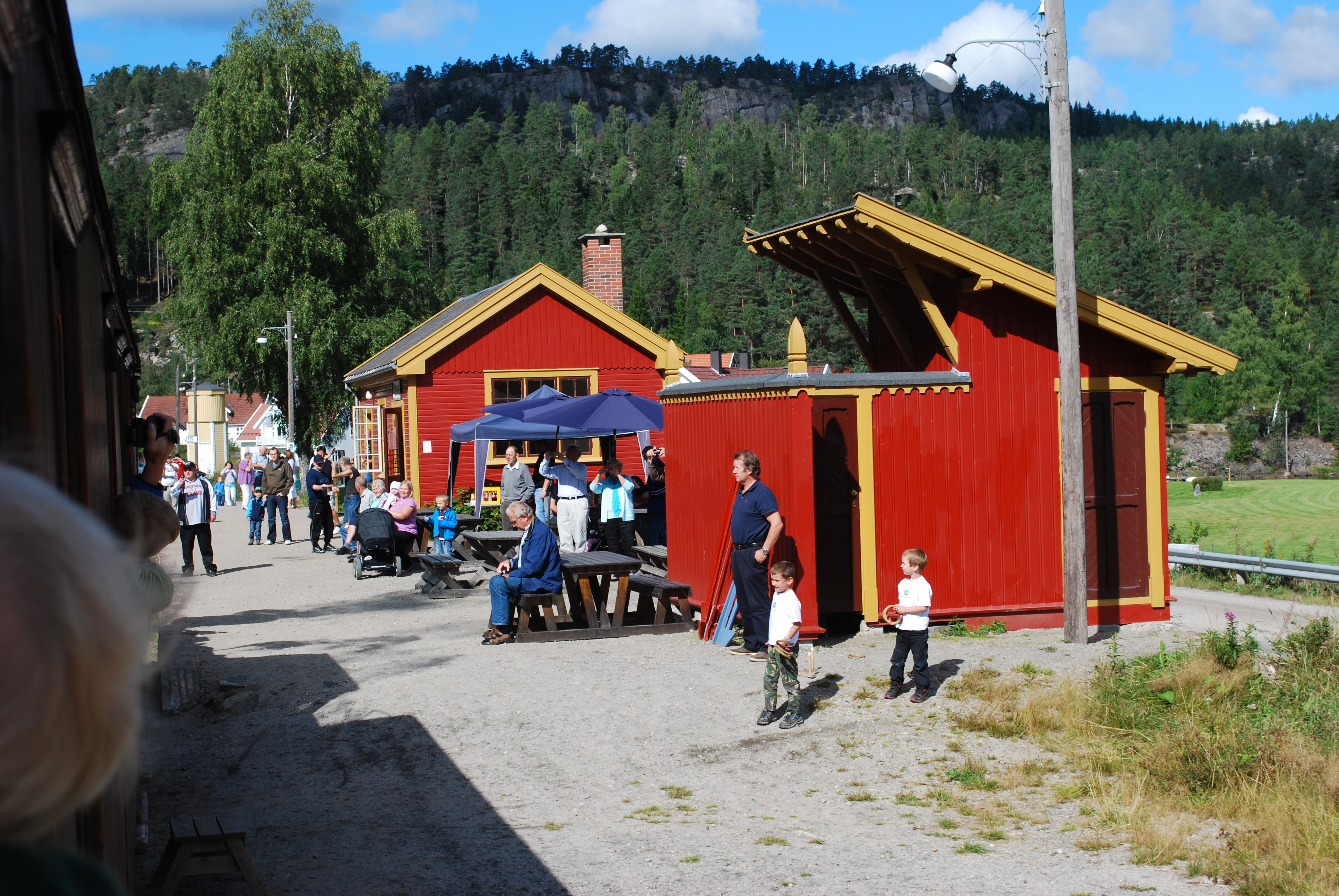
Stazione di Røyknes

La ferrovia della Setesdal (in lingua norvegese Setesdalsbanen) era una linea ferroviaria, a scartamento ridotto, che collegava Kristiansand e Byglandsfjord nel Sud della Norvegia con un percorso di 78 km.

## Storia
La ferrovia fu costruita con lo scartamento da 1067 mm come era d'uso nel periodo in seguito alle direttive di Carl Abraham Pihl e aperta a tratte; raggiunse Hægeland il 26 novembre 1895 e Byglandsfjord il 27 novembre 1896. Le stazioni principali erano situate nelle città di Mosby, Vennesla, Grovane, Iveland ed Hægeland. La ferrovia svolse un ruolo importante per lo sviluppo della valle Setesdal. Nel 1928 sulla ferrovia vennero introdotte le prime automotrici.
Nel 1938 quando la ferrovia a scartamento normale Sørlandsbanen raggiunse Kristiansand, il capolinea della Setesdal venne arretrato a Grovane che divenne stazione di interscambio merci e viaggiatori.
Agli inizi degli anni sessanta la linea Setesdal, ultima rimasta a scartamento ridotto fu inclusa nel piano di chiusura adottato dalle Ferrovie dello Stato norvegesi; la tratta Byglandsfjord-Beihølen fu chiusa al traffico nel settembre 1962 e il binario rimosso; la tratta di 6 km tra Beihølen e Grovane fu preservata a cura di appassionati della linea riuniti nel "Setesdal Line Hobby Club" nel 1964.
La breve tratta della ferrovia della Setesdal, di circa 8 km tra Grovane e Røyknes, è divenuta una ferrovia museo con locomotive a vapore e carrozze con cassa in legno d'epoca restaurate. Svolge servizio nel periodo estivo giugno-agosto.

## Rotabili preservati attivi
Le locomotive a vapore preservate risalgono agli anni 1894-1902; è stato preservato anche un certo numero di carri merci e carrozze viaggiatori.
| Tipo                | Gruppo       | Numero | Anno di costruzione | Costruttore               | Note                         |
| ------------------- | ------------ | ------ | ------------------- | ------------------------- | ---------------------------- |
| Locomotiva a vapore | XXI          | 1      | 1894                | Dübs and Company          | Restauro nel 1997            |
| Locomotiva a vapore | XXI          | 2      | 1984                | Dübs and Company          |                              |
| Locomotiva a vapore | XXI          | 5      | 1901                | Thunes Mekaniske Værksted | Rimessa in funzione nel 2003 |
| Locomotiva a vapore | XXII         | 6      | 1902                | Thunes Mekaniske Værksted |                              |
| Locomotiva Diesel   | SJ Class Z4t | 227    | 1950                | (ex SJ)                   |                              |
| Locomotiva Diesel   | SJ Class Z4t | 307    | 1952                | (ex SJ)                   |                              |
| Automotrice Diesel  | Cmbo1        | 2672   | 1932                | Strømmens Værksted        |                              |
| Automotrice Diesel  | Cmdo         |        | 1957                | Strømmens Værksted        | ex Sulitjelmabanen           |
| Locomotiva Diesel   | Skd 206      | 39     | 1936                |                           | a scartamento normale        |
| Locomotiva Diesel   | Skd 206      | 44     | 1936                |                           | a scartamento normale        |

Le due locomotive Diesel Skd 206 sono usate solo per manovra nelle due tratte iniziale e finale a doppio scartamento.